# فيضانات إيران 2019
فيضانات إيران هي فيضانات ناجمة عن أمطار غزيرة وقعت في إيران في 19 آذار 2019. اجتاحت الفيضانات في 23 آذار عدد من المحافظات الإيرانية، حيث لقي أكثر من 70 شخصاً حتفهم بينما تجاوز عدد الجرحى 791 شخصا نتيجة سيول الفيضانات الكارثية التي تشهدها إيران منذ شهر تقريبا والتي ضربت 25 محافظة في إيران، ولقد بلغ عدد المتوفين حوالي 21 شخصًا في محافظة فارس وسبعة في غوليستان وخمسة في مازندران وثلاثة في شمال خراسان واثنان في كوهغلويه وبوير أحمد وواحد في كرمانشاه وواحد في الأهواز واثنان في لورستان وشخص واحد في همدان وواحد في سمنان
وقتلت الأمطار والسيول في 19 آذار أكثر من عشرة أشخاص في شمال إيران، ثم امتدت السيول إلى المناطق الجنوبية والغربية في إيران مخلفة 33 قتيلا من بينهم 19 في شيراز وحدها منذ 25 آذار /مارس وفق حصيلة احصائية رسمية.
تم تعبئة القوات المدنية والعسكرية منذ 24 مارس بعد أمر علي خامنئي، المرشد الأعلى لإيران، سافر نائب الرئيس، إسحاق جهانغيري مع العديد من الوزراء وقادة الجيش إلى المناطق المتضررة من الفيضانات. وفقًا للصليب الأحمر الإيراني، تم توزيع عدة آلاف من المتطلبات الحيوية على المتضررين من الفيضانات. ومع ذلك، أدى نقص المساعدات الحكومية وتأخر الاستجابة في الأيام الأولى إلى تصاعد التوترات السياسية في جميع أنحاء البلاد. العديد من الإيرانيين بمن فيهم السياسيون توجهوا إلى منصات التواصل الاجتماعي لانتقاد طريقة معالجة الفيضانات من قبل الحكومة، وتحديداً حسن روحاني.

## جولستان ومازاندران
أشارت تقارير وسائل الإعلام التي تديرها الدولة إلى أن فيضانات مفاجئة ظهرت في 70 قرية في جولستان وأكثر من 200 قرية في مازاندران. تم إجلاء 20 قرية في جولستان. كما أبلغ وزير الطاقة الإيراني أن 360 قرية في مقاطعة جولستان و 193 قرية في مقاطعة مازندران قد فقدت الكهرباء بسبب الفيضانات. [بحاجة لمصدر]

## شيراز
في 25 مارس 2019، بعد هطول أمطار غزيرة، أدت الفيضانات في جنوب غرب إيران، بالقرب من مدينة شيراز، إلى مقتل 44 شخصًا على الأقل وإصابة 110 آخرين على الأقل. كثير من الناس كانوا يسافرون لقضاء عطلة عيد النوروز، وأصيبوا أو قُتلوا عندما جرفت سياراتهم. كانت مدة هطول الأمطار قصيرة ولكنها غزيرة، ضمن رشقتين دامت كل منهما 15 دقيقة تقريبًا، لكن الأثر تفاقم بسبب حركة المرور على الطرق الكثيفة في ذلك الوقت. وجهت هيئة الأرصاد الجوية الإيرانية تحذيرات من خطر حدوث المزيد من الفيضانات، حيث من المتوقع أن تستمر الأمطار الغزيرة على الأقل حتى 27 مارس.
تسبب هطول الأمطار لفترة وجيزة ولكن شديدة بحصول فيضان مفاجئ غمر طريق سريع رئيسي بين شيراز وأصفهان، محاصرا العديد من المسافرين الذين كانوا يغادرون المدينة بعد احتفالات النوروز. لم يحذر مسؤولو المدينة أهالي شيراز من الظروف الجوية القاتلة التي أدت إلى سقوط العديد من القتلى.

## الأضرار التي لحقت الآثار القديمة

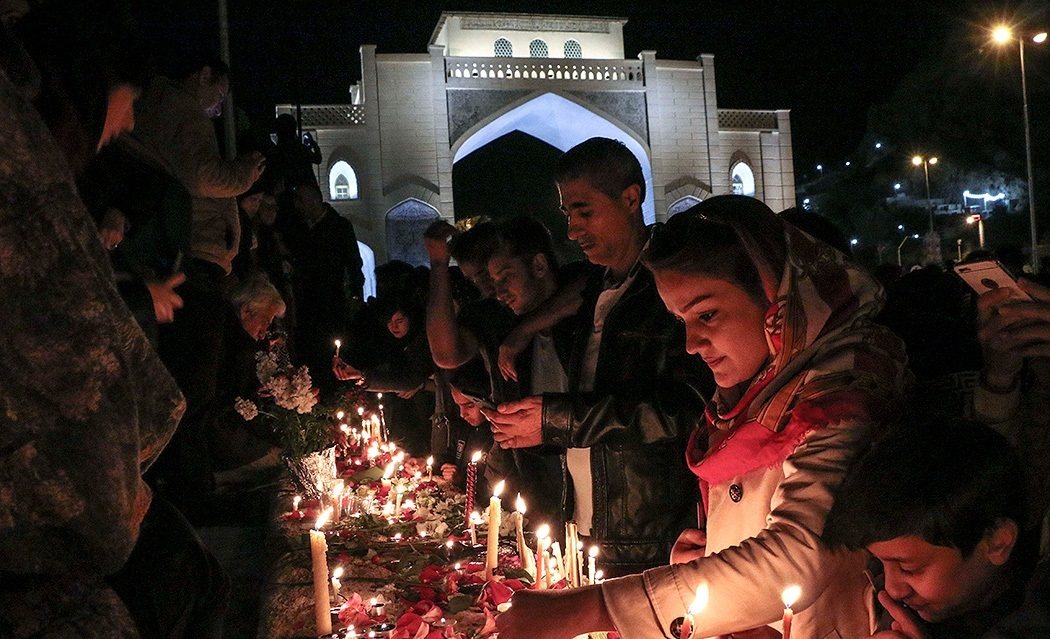
الإيرانيون في شيراز يشعلون الشموع عند بوابة القرآن

صرح محمد حسين طالبيان، نائب رئيس منظمة التراث الثقافي الإيراني في 27 مارس / آذار بأن "التشققات على النقوش القديمة في نقش رستم في مقاطعة فارس تتسع بشكل حرج". كشفت تقارير وسائل التواصل الاجتماعي عن شلال ناتج عن الفيضانات التي جرفت أجزاء من النصب التذكاري. على الرغم من أنه بحسب طالبيان، ستبقى الأثار الفارسية كما هي لأن قنوات المياه القديمة استنزفت مياه الفيضان." وقامت قنوات المياه القديمة أيضًا بحماية مقبرة قورش الكبرى وأنقذت المكان المحمي دوليًا من تأثير الفيضانات. كما لحقت أضرار بعمليات التنقيب عن سور غورغان بسبب قربها من مجرى النهر الجاف الذي تعرض للفيضانات. ألحقت الفيضانات أضرارًا بجسر عقالة في شمال إيران والعديد من الجسور الأخرى في أصفهان وشوشتر والتي تجاوز عمرها الألف عام.

## جهود الإغاثة
في 23 مارس، أمر الزعيم الأعلى الإيراني، علي خامنئي القوات المسلحة لجمهورية إيران الإسلامية بالمشاركة في جهود الإغاثة. تم تعبئة القوات المدنية والعسكرية منذ 24 مارس، وسافر إسحاق جهانجيري مع العديد من الوزراء وقادة الجيش إلى المناطق المتضررة من الفيضانات لمساعدة الناس. أعلنت حكومة إيران حالة الطوارئ لمقاطعة خوزستان في 31 مارس. نشر الرئيس حسن روحاني «جميع القدرات المتاحة» لمساعدة الضحايا. وفقًا للصليب الأحمر الإيراني، «14,238 وحدة من الخيام، 58,494 عبوة من البطانيات، 32,961 عبوة من الألواح الأرضية، 43,509 كجم من الألواح البلاستيكية، 3,083 جهاز من السخانات، 2,851 جهاز صحي، 1355 مجموعة أدوات مطبخ، 227,696 زجاجة من المياه المعدنية، 125,993 الأغذية المعلبة، 235405 رغيفًا من الخبز و 1,877 كلغ من التمر و 41,992 كلغ من الأرز و 9485 كلغ من زيت الطعام و 3955 صندوقًا من البسكويت و 8,710 كلغ من السكر و 11,753 كلغ من الفاصوليا و 84,580 كيسًا غذائيًا» تم توزيعها. في المجموع، «تم نقل 537000 كلغ من المواد الغذائية والمعيشة من خلال 556 ساعة طيران ونقل 1970 من عمال الإغاثة والإنقاذ». تشمل خدمات الإغاثة تقديم الدعم الأساسي مثل الغذاء والماء «لأكثر من 257000 شخص وإثبات وجود ملاجئ مؤقتة لأكثر من 98000 شخص». بالإضافة إلى ذلك، «تم نقل 1138 شخصًا إلى مناطق آمنة ونقل 89 شخصًا إلى العيادات».
من أجل مساعدة المنكوبين بالفيضانات، أعد لجنة تنفيذ أمر الإمام الخميني (EIKO) المعدات الأساسية التي تحتوي على الطعام الطازج والبطانيات ومياه الشرب وحتى لعب الأطفال. كما أنها وفّرت المرافق (الثلاجات والغسالات والسجادات والعناصر الضرورية الأخرى) لـ 15000 أسرة، وقدّم 4000 ماشية للعائلات التي تعيش في القرى. تم إنشاء بعض العيادات المؤقتة لعلاج الجرحى وإعطاء الدواء. قامت «مؤسسة بركت» بمعظم المساعدات كممثل لـلجنة تنفيذ أمر الإمام الخميني. في جهة أخرى، ضمنت المنظمة، توفير حوالي 3000 فرصة عمل للمواطنين عندما يعود الناس إلى حياتهم الطبيعية. في خوزستان تم تأمين 140,000 منزل ريفي من قبل مؤسسة بركت.
بعد فترة وجيزة من بدء الفيضانات، شرعت إدارة روحاني في حظر جميع الجمعيات الخيرية التابعة للجهات الخارجية للمساعدة في جهود الإغاثة من الفيضانات قائلة إن جميع التبرعات يجب تقديمها مباشرة إلى الحكومة الإيرانية وبالتالي منع وصول المساعدات الأجنبية إلى البلاد.

### مساعدات أجنبية
أرسلت الهيئة الوطنية الباكستانية لإدارة الكوارث (NDMA)، بناء على أمر من رئيس وزراء البلاد عمران خان، 32 طناً من مواد الإغاثة إلى إيران. تحتوي الإرسالية التي تضم شحنتين على 500 خيمة و 3300 بطانية ومستلزمات طبية طارئة. تم نقل مواد الإغاثة باستخدام طائرتي C-130. وقال المتحدث السابق باسم وزارة الخارجية الباكستانية أن باكستان مستعدة لتقديم المساعدة الإنسانية لإيران في إطار جهود الإنقاذ.
تعهد الاتحاد الأوروبي بالتبرع بمبلغ 1.2 مليون يورو للمساعدة في جهود الإغاثة.
في 13 أبريل قال علي أصغر بيوندي، رئيس جمعية الهلال الأحمر الإيراني، أنه على الرغم من المساعدات غير النقدية مثل البطانيات والخيام والأدوات الصحية و... من دول مثل الكويت وتركيا وأذربيجان وفرنسا وألمانيا وأرمينيا وباكستان و... ولكن حتى الآن لم يتمّ نقل المساعدات النقدية الأجنبية إلى حساب الهلال الأحمر الإيراني ولم نتلقّ دولاراً أو يورواً واحداً. وفقًا لبيوندي، كان السبب في ذلك هو إغلاق حساب سويفت وكذلك حساب الهلال الأحمر الإيراني نتيجة للعقوبات. وقد منعت هذه القضية أيضا نقل مساعدات الإيرانين خارج البلاد وكذلك مساعدات الصليب الأحمر العالمي.

## جدال
تعرض الرئيس حسن روحاني لانتقادات شديدة بسبب تأخر الرد. تعرض روحاني لمزيد من التدقيق بعد أن تبين أنه كان في إجازة في جزيرة قشم الإيرانية في الخليج العربي وعاد إلى طهران بينما بدأت الفيضانات في التراجع. أثار نقص المساعدات وعدم تواجد الحكومة الإيرانية غضبًا سريعًا بين ضحايا الفيضانات. عبر الإيرانيون في جميع أنحاء البلاد عن شعورهم بالإحباط من خلال الهاشتاغ الفارسي الذي يترجم «أين روحاني؟» بدأ الإيرانيون أيضًا في المطالبة باستقالة روحاني. "السيد روحاني، من الأفضل أن تقدم استقالتك من أي مكان أنت. مظهرك سوف يفتح جروح الناس فقط، " قُرِأت في تغريدة أخرى.
وبحسب ما ورد كان حاكم إقليم جولستان في عطلة خارج البلاد أثناء الفيضانات.

## صور

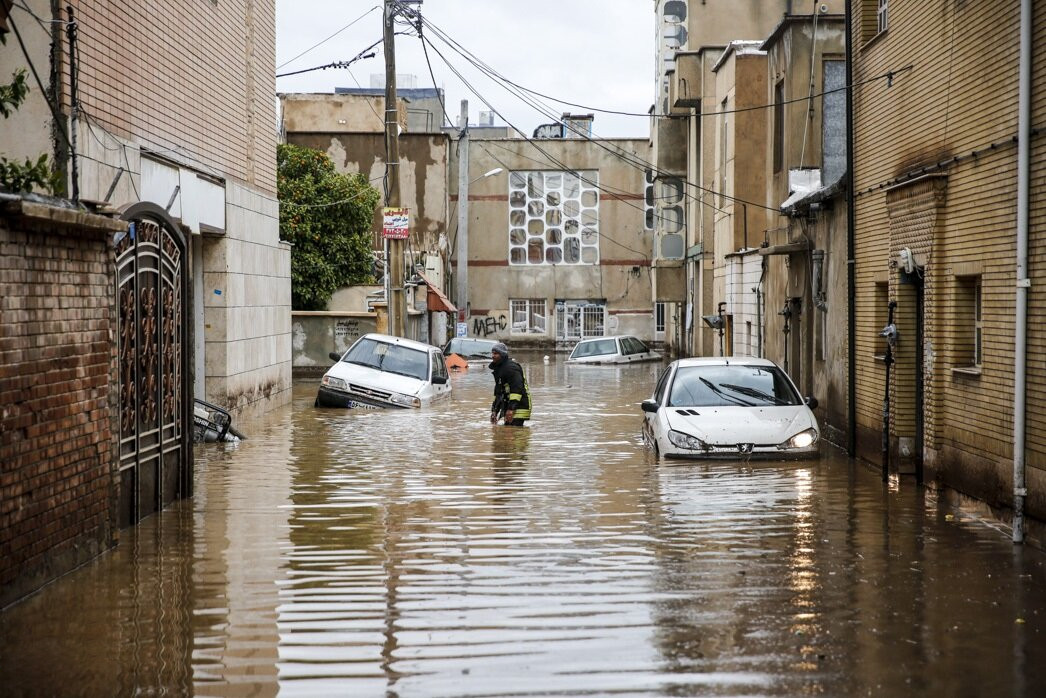
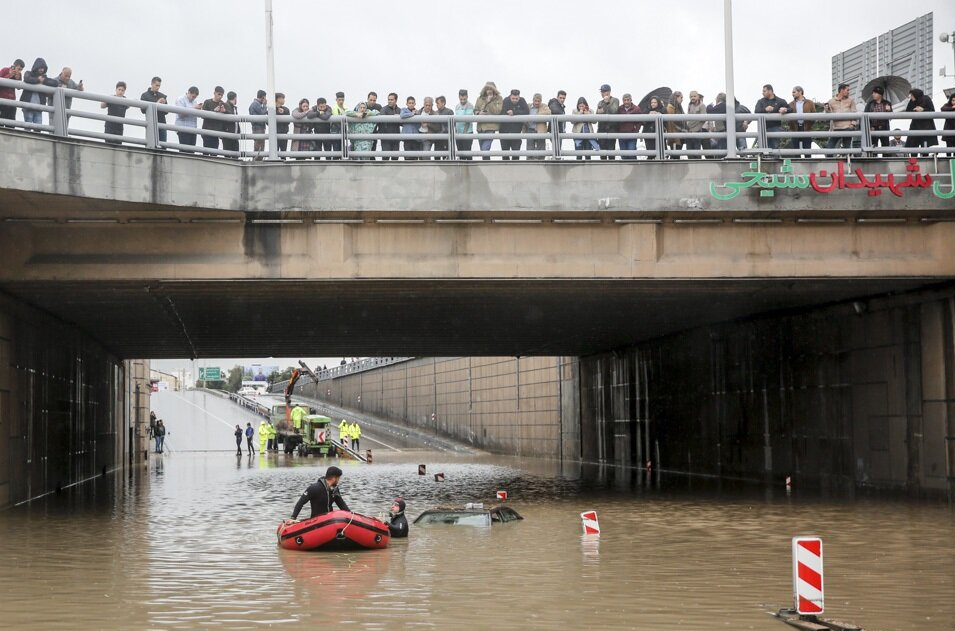
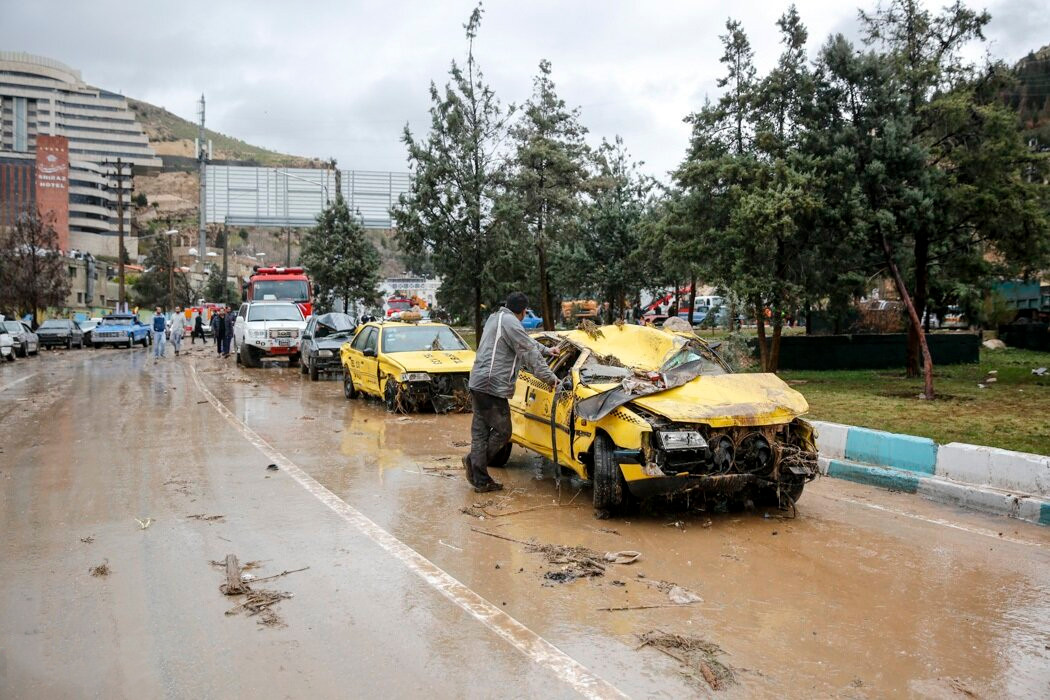
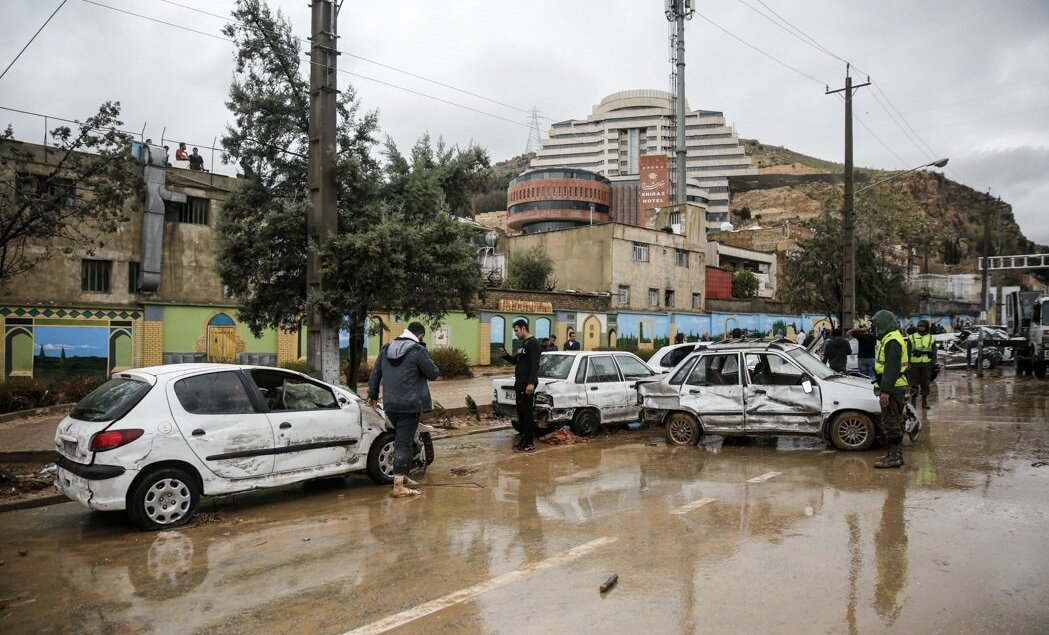
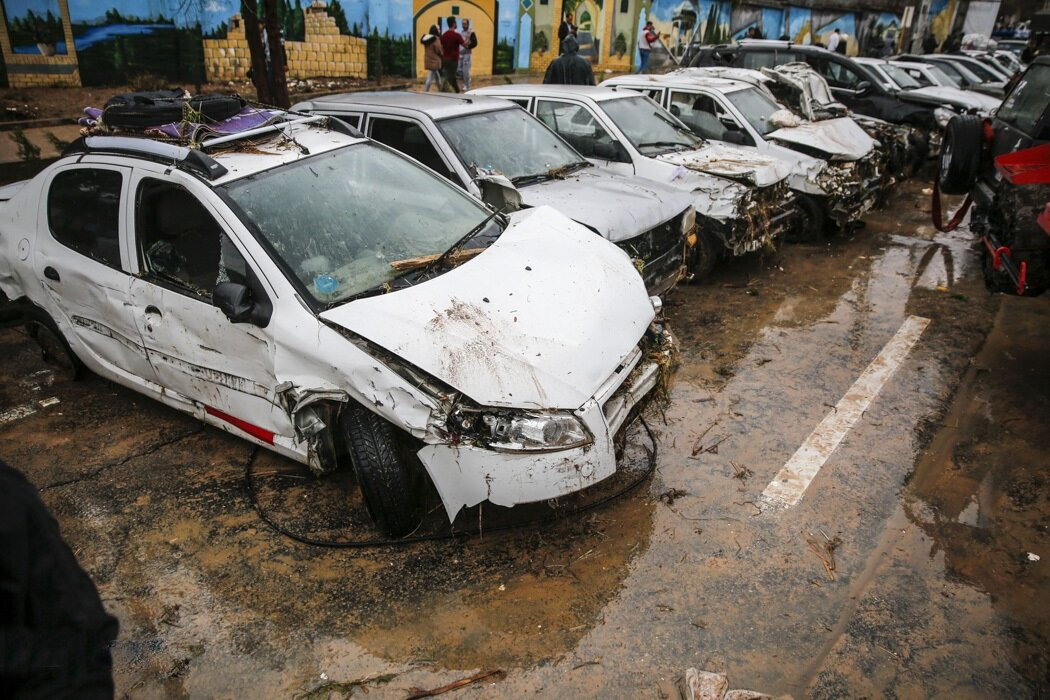
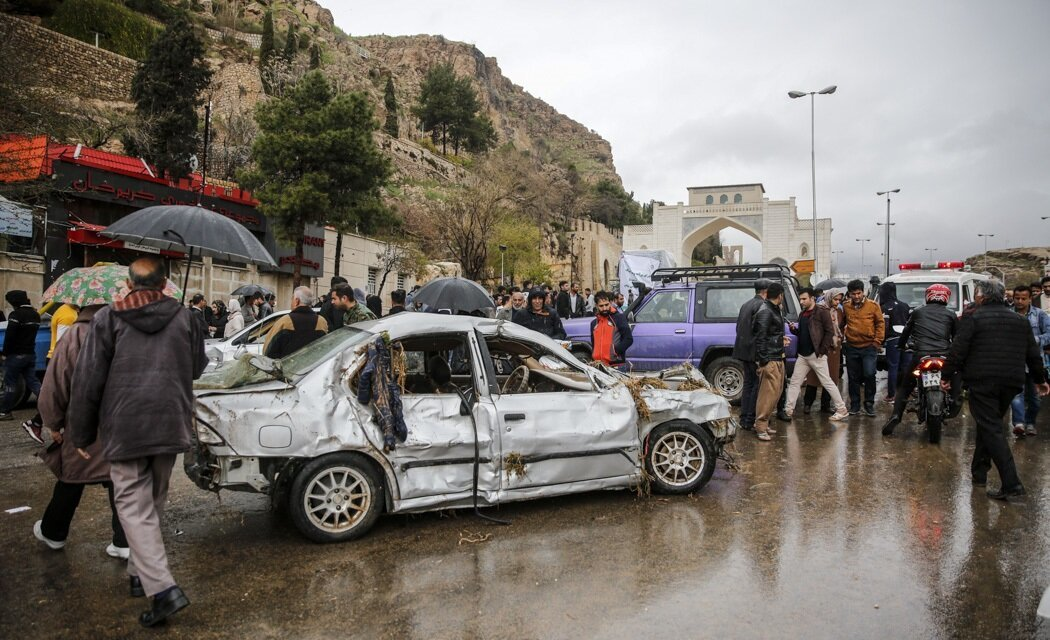
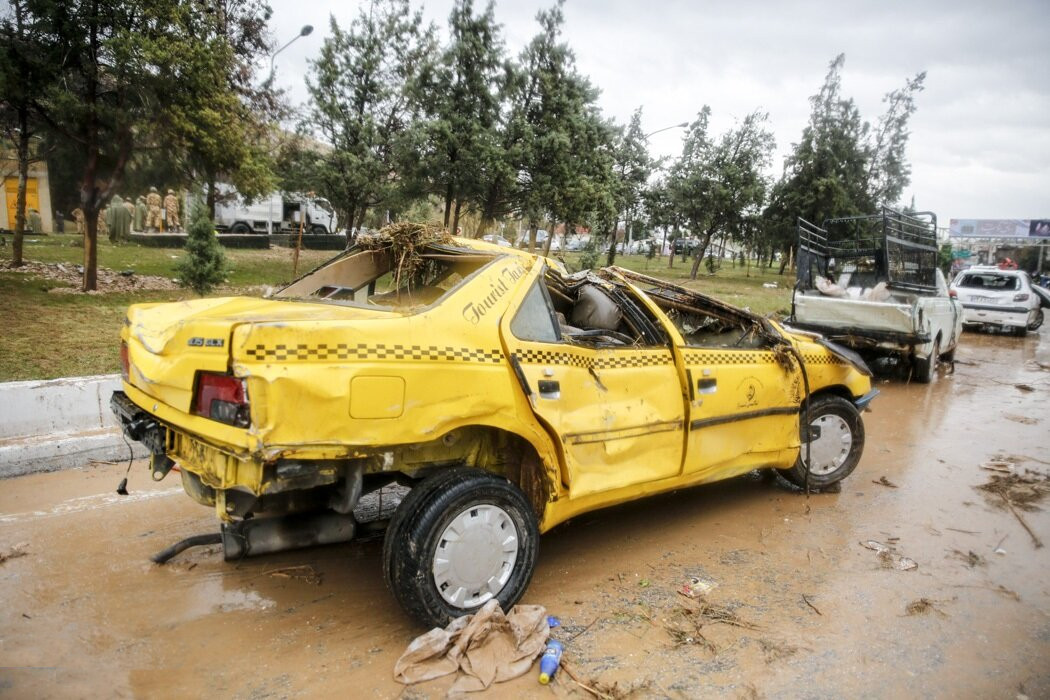
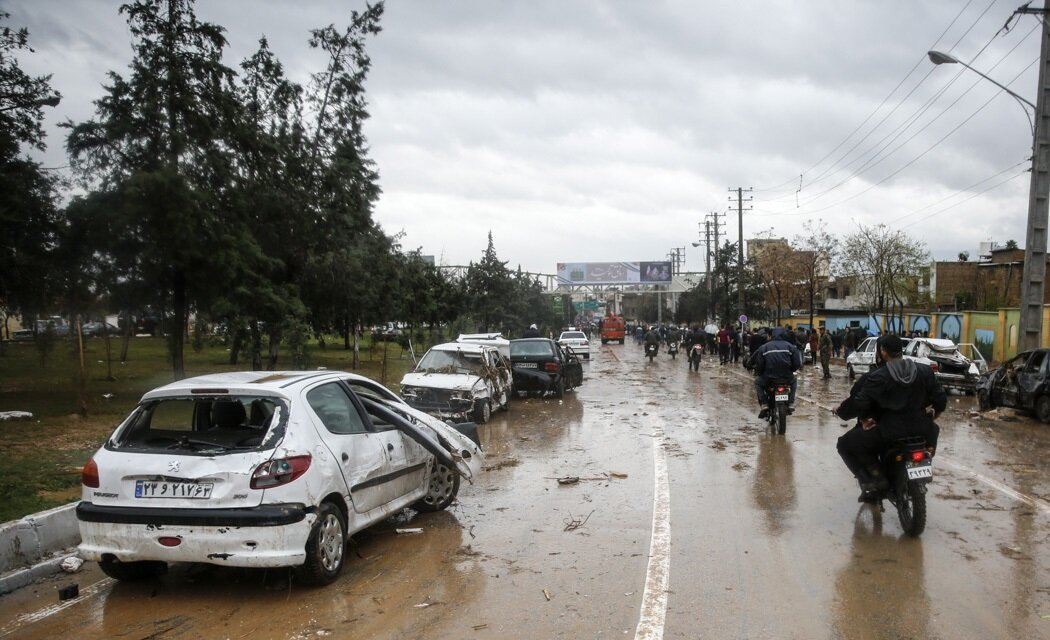
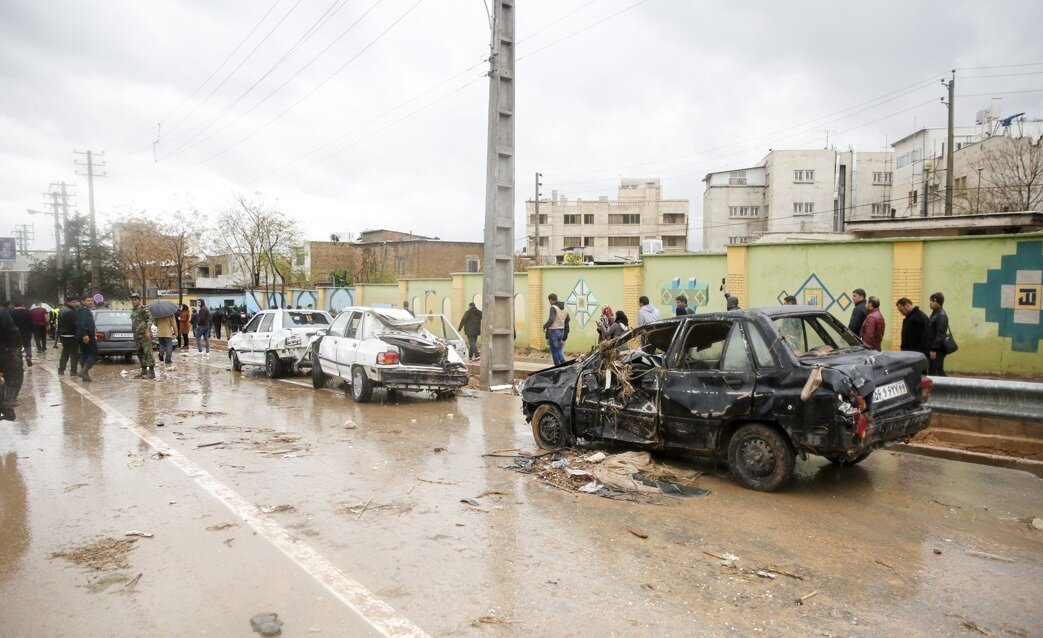
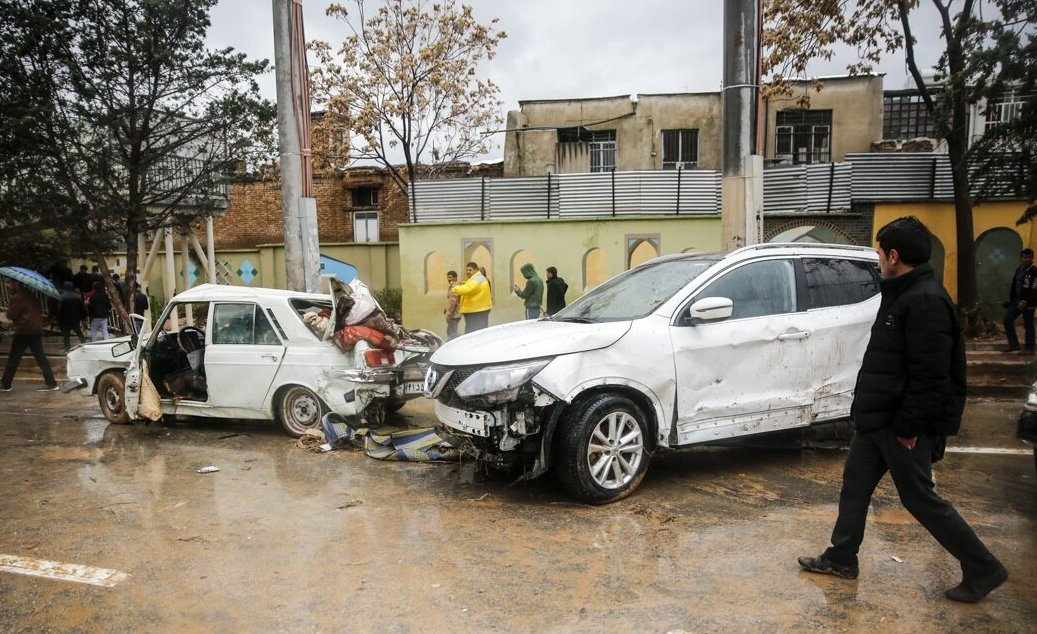
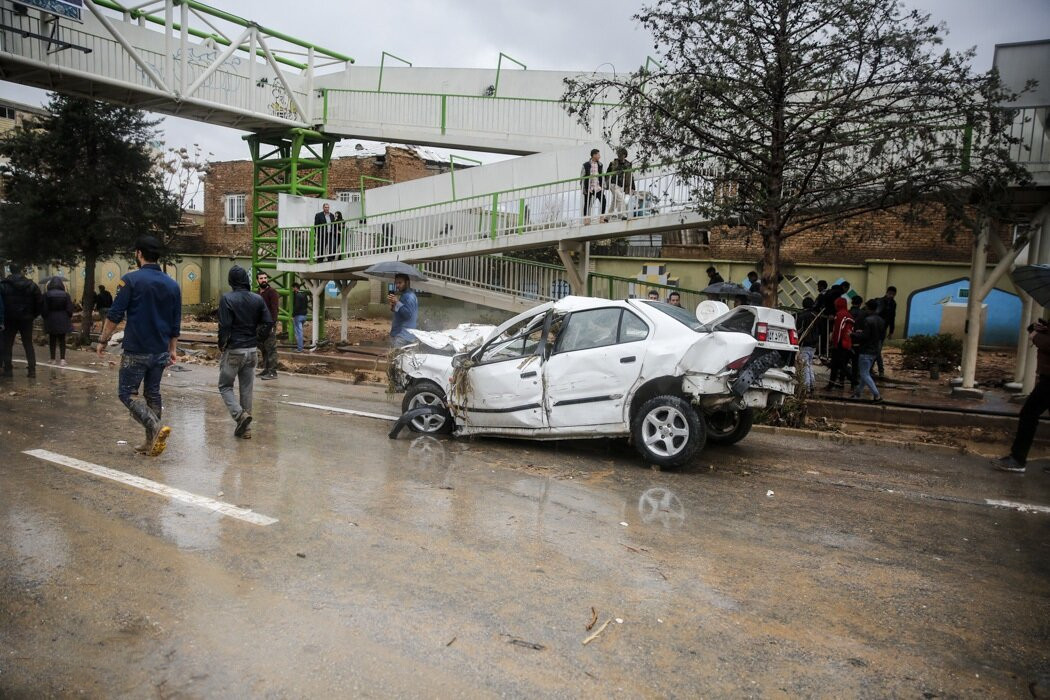
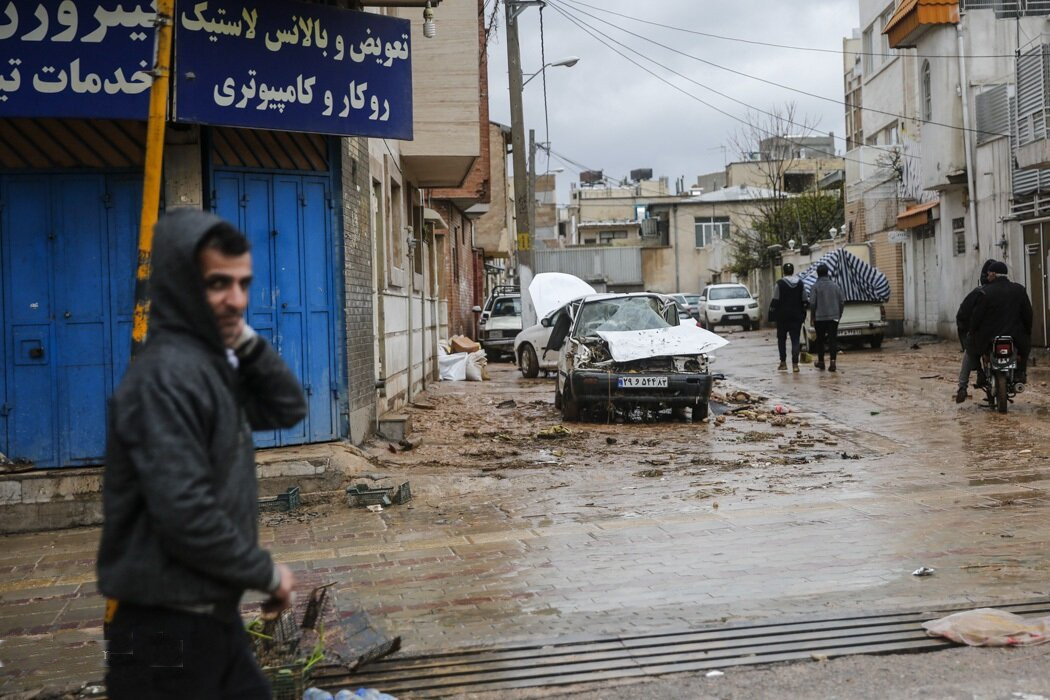